# شهرستان آیرا، کوگاشیما

شهرستان آیرا، کوگاشیما (به ژاپنی: 姶良郡 Aira-gun) یکی از شهرستان‌های ژاپن است که در استان کاگوشیما در ژاپن واقع شده است.